# Liste des courants utilisés en traction ferroviaire électrique
 (avril 2018).
Si vous disposez d'ouvrages ou d'articles de référence ou si vous connaissez des sites web de qualité traitant du thème abordé ici, merci de compléter l'article en donnant les références utiles à sa vérifiabilité et en les liant à la section « Notes et références ».
Pour un article plus général, voir Système d'électrification ferroviaire.

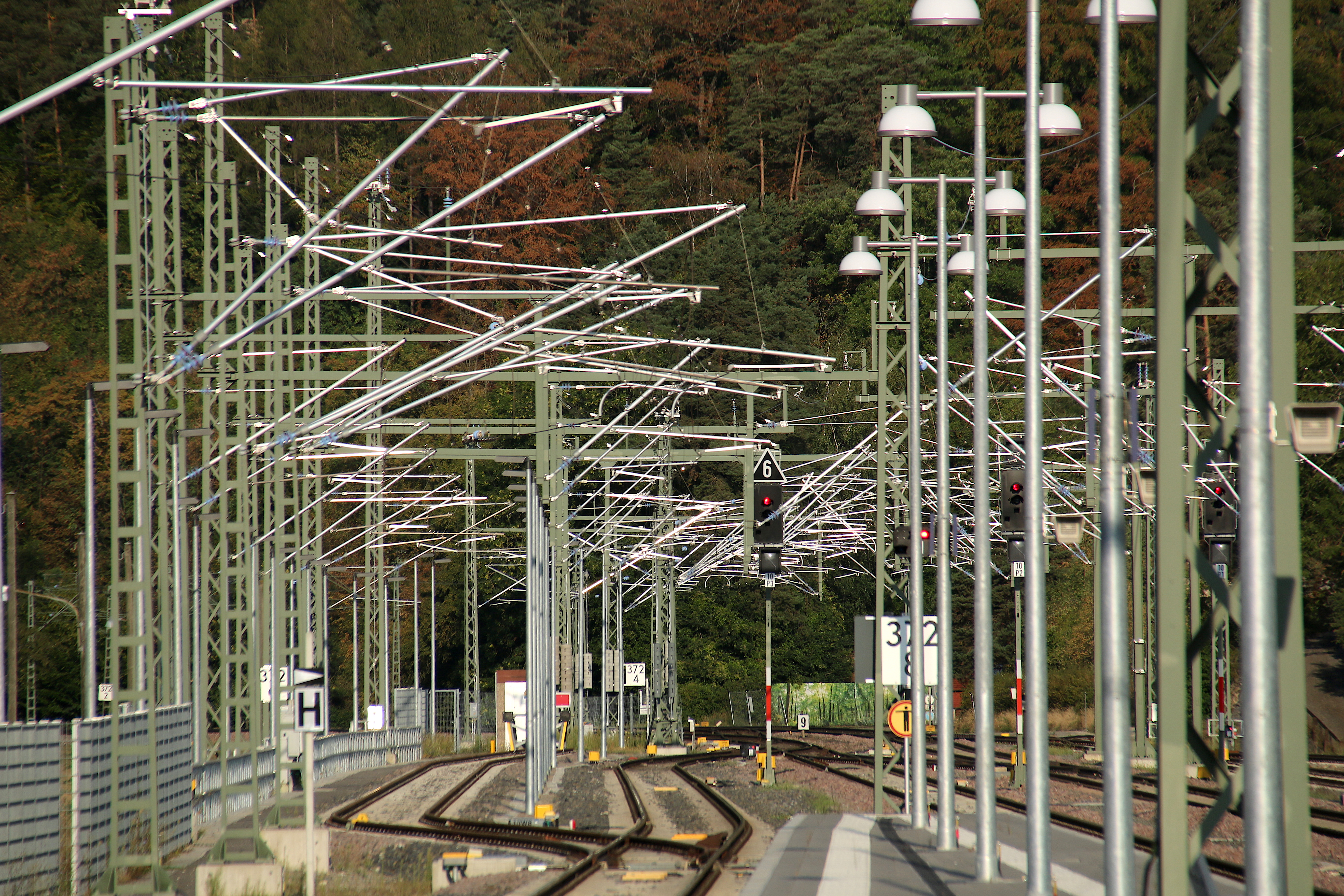
Fahrleitung Thayngen, Schweiz (2018)

La liste des courants utilisés en traction ferroviaire électrique présente un tableau listant les types de courant utilisés actuellement, ou qui l'ont été dans le passé, pour le système d'électrification ferroviaire.

## Tableau des types de courants utilisés
Nota : la tension indiquée est la valeur nominale, la tension réelle pouvant varier selon la charge de la ligne et la distance de la sous-station.
Légende :
- Tension : tension électrique exprimée en volts
- Fréquence : CC = courant continu, ou CA = courant alternatif,  fréquence exprimée en hertz ; en général monophasé ou, si précisé, triphasé.
- Alimentation : ligne aérienne ou caténaire ou troisième rail
- le troisième rail peut être :
  - à contact supérieur - système le plus ancien et le moins sécuritaire, affecté par la neige et la glace
  - à contact latéral - système plus récent et plus sûr, non affecté par la neige et la glace
  - à contact inférieur - id.

| Tension  | Fréquence                                 | Alimentation                                              | Exemple |
| 160 V    | CC                                        | 3e rail                                                   | • Chemin de fer électrique de Volk - Brighton (Angleterre) |
| 180 V    | CC                                        | →                                                         | • tramway Siemens Berlin-Lichterfelde 1881-1891, alimentation par caniveau |
| 500 V    | CC                                        |                                                           | • nombreux systèmes de tramways |
| 525 V    | CC                                        | ligne aérienne                                            | • Bergbahn Lauterbrunnen-Mürren |
| 550 V    | CC                                        | ligne aérienne                                            | • Chemin de fer du Snaefell, Île de Man |
| 550 V    | CC                                        | 3e rail                                                   | • Invalides-Champ de Mars, Paris, 1900 |
| 600 V    | CC                                        | ligne aérienne                                            | • Système très commun dans les anciens tramways ; encore en usage à Boston, Melbourne, Toronto, Bruxelles et Saint-Étienne • Système généralisé pour les tramways urbains en Suisse |
| 600 V    | CC                                        | 3e rail                                                   | • Utilisé autrefois pour les tramways du centre de Londres – 3e rail accessible par un caniveau entre les voies • Banlieue Sud-Ouest de Paris (Paris-Orléans), de 1903 à 1926 • Metro-North Railroad (Hudson & Harlem lines, partie sud de la New Haven line), États-Unis • Southern Railway (certaines sections jusqu'en 1939) • métro de Glasgow et Métro de Toronto • métro de Boston (MBTA), lignes rouge et orange, et la ligne bleue en partie. |
| 600 V    | CC                                        | • La plupart des plus anciens métros des États-Unis, PATH | |
| 650 V    | CC                                        | 3e rail                                                   | • Southern Railway (standard) (Angleterre) • Métro de Stockholm (Suède) |
| 725 V    | 50 Hz triphasé                            | ligne aérienne, deux fils                                 | • Gornergrat Bahn |
| 750 V    | CC                                        | caténaire                                                 | • la plupart des tramways modernes • Albtalbahn, chemin de fer du haute vallée du Rhin, Rhein-Haardtbahn lignes locales de Stern & Hafferl (de) en Autriche • Minneapolis/Saint Paul, Minnesota Métropolitan Transit light rail • Métro léger de Sydney • Ligne M1 du métro de Lausanne Suisse • Ligne C du métro de Lyon • Ligne Orbe-Chavornay de Travys en Suisse • Ligne de Bondy à Aulnay-sous-Bois, bifurcation de Gargan |
| 750 V    | CC                                        | 3e rail                                                   | • Banlieue de Paris Saint-Lazare, 1924 - 1985 (France) • Ligne des Invalides, 1900 - 1979 (France) • Ligne des Moulineaux, 1928 - 1993 (France) • Métros en France (Paris, Lyon…), en Allemagne , en Russie, Prague, Vienne, Lisbonne, Bucarest, Budapest, Copenhague, Washington et Montréal • Long Islet Rail Road (États-Unis) • Southern Railway (importantes zones) • SMRT (Singapour) • S-Bahn de Berlin • Ligne M2 du métro de Lausanne |
| 750 V    | CC                                        | 3e rail, contact supérieur                                | • Docklands Light Railway (Londres), Métro de Kolkata (Inde) |
| 825 V    | CC                                        | 3e rail                                                   | • Métro de Moscou |
| 850 V    | CC                                        |                                                           | • Chemin de fer local Vienne |
| 850 V    | CC                                        | 3e rail                                                   | • Southern Railway (Angleterre, itinéraire initial de l'Eurostar, avant la mise en service de la CTRL, modernisé en 750 V) • Ligne Saint-Gervais-Vallorcine (France). . Ligne de Cerdagne de Villefranche de Conflent à La Tour de Carol (Pyrénées Orientales - France) |
| 850 V    | CC                                        | 3e rail et caténaire                                      | TMR - ligne Martigny-Châtelard |
| 900 V    | CC                                        |                                                           | • Suisse MOB, TPF ligne Montbovon - Bulle - Palézieux , MVR (Chemins de fer électriques veveysans Vevey - Les Pléiades), Chemin de fer-musée Blonay-Chamby • Métro Bruxellois |
| 950 V    | CC                                        |                                                           | • Suisse (ligne Aigle-Ollon-Monthey-Champéry du TPC, jusqu'en 2016) |
| 1 000 V  | CC                                        |                                                           | • Suisse (SZU) • Chemins de fer rhétiques : Saint-Moritz Bernina - Tirano |
| 1 000 V  | CC                                        | 3e rail                                                   | • Bay Area Rapid Transit, États-Unis |
| 1 125 V  | 50 Hz triphasé                            | ligne aérienne, deux fils                                 | • Chemin de fer de la Jungfrau |
| 1 200 V  | CC                                        | caténaire                                                 | • jusqu'en 1985 KBE, Cuba (FdeC), • Chemin de fer de Sóller (Espagne) • Chemin de fer minier à voie étroite (900 mm) dans le bassin houiller de Lusace (Allemagne) |
| 1 200 V  | CC                                        | 3e rail                                                   | • S-Bahn de Hambourg • ligne Manchester - Bury - obsolète |
| 1 350 V  | CC                                        | caténaire                                                 | • FART (Domodossola-Locarno) |
| 1 500 V  | CC                                        | caténaire                                                 | Pays-Bas, France (37 % du réseau électrifié), Slovénie, République tchèque, S-tog Copenhague, Inde (Mumbai) (à convertir en 25 kV 50 Hz), Dart (Dublin) Irlande, Japon, Suisse (lignes secondaires telles que AL et ASD, BOB, LEB, NStCM, SPB, WAB, etc.), Espagne sur réseau secondaires (Chemins de fer catalans, Renfe, Euskotren, FEVE), Égypte (Ligne 1 du Métro, Le Caire), Mexique (Ligne 12 Métro Mexico), Nouvelle-Zélande (Wellington, et ex-Christchurch-Lyttelton, Arthur's Pass-Otira), Portugal (ligne Cascais) • Chicago : Metra Electric District Service (ex-Illinois Central Suburban Service) • Manchester - Sheffield - Wath (via le tunnel de Woodhead) de 1954 à 1981 • Tyne et Wear Metro • Métro de Hong Kong (MTR) |
| 1 500 V  | CC                                        | caténaire                                                 | • Lignes métropolitaines en Australie (CityRail à Sydney, Nouvelle-Galles du Sud et Réseau suburbain de Melbourne dans le Victoria) • SBS Transit (North East Line) à Singapour |
| 1 500 V  | CC                                        | 3e rail                                                   | • Métros en Chine (Canton, Shenzhen) • Métros en France (Ligne 18 du métro de Paris, Toulouse ligne 3) |
| 2 400 V  | CC                                        |                                                           | • Ligne industrielle de la Lausitzer Braunkohle AG, chemin de fer de la Mure. |
| 3 000 V  | CC                                        | caténaire                                                 | • Pologne, Belgique, Inde (Kolkata) converti en CA 25 kV, Italie (sauf Sardaigne, où seulement traction diesel), ex-Union soviétique, Brésil, Chili, Corée du Nord, Slovaquie, Espagne, Afrique du Sud, République tchèque, Croatie (lignes Rijeka-Moravice et Rijeka-Šapjane), Algérie (ligne de l'Ouenza), Maroc, Slovénie, Luxembourg (1956-2018) • Chicago, Milwaukee, St. Paul and Pacific Railroad (anciennement Three Forks (Montana) à Deer Lodge (Montana) et Othello (Washington) à Tacoma (Washington) |
| 3 000 V  | 50 Hz triphasé                            | ligne aérienne à deux fils conducteurs                    | • Chemin de fer de la Rhune |
| 3 500 V  | CC                                        | ligne aérienne                                            | • Manchester - Bury (- Holcombe Brook) Angleterre. Converti en 3e rail en 1918 (voir plus haut) |
| 3 600 V  | 16 ⅔ Hz triphasé                          | caténaire, deux fils                                      | • de 1912 à 1976 dans le nord de l'Italie |
| 6 000 V  | CC                                        |                                                           | • essais en Russie |
| 6 250 V  | 50 Hz                                     |                                                           | • Réseau minière de Rheinbraun AG (de), Allemagne |
| 6 300 V  | 25 Hz                                     |                                                           | • Chemin de fer de Mariazell, Styrie, Autriche |
| 11 000 V | 16,7 Hz                                   |                                                           | • Chemins de fer rhétiques, Matterhorn-Gotthard Bahn |
| 11 000 V | 25 Hz                                     |                                                           | • Amtrak Corridor Nord-Est (NEC) et Corridors de Keystone (Washington, DC et Harrisburg - New York), SEPTA, New Jersey Transit, États-Unis |
| 12 000 V | 16 ⅔ Hz                                   | caténaire                                                 | • Ligne Perpignan - Villefranche-de-Conflent (France), de 1912 à 1971 |
| 12 000 V | 25 Hz                                     | caténaire                                                 | • Ligne Grasse-Mouans-Sartoux (France), essais de 1910 à 1914 |
| 12 500 V | 60 Hz                                     |                                                           | • Amtrak NEC et Metro-North Railroad (Queens à New Haven), États-Unis |
| 15 000 V | fréquence variable jusqu'à 50 Hz triphasé | ligne aérienne, trois fils                                | essais menés entre Zossen et Marienfelde, 1901 - 1904 |
| 15 000 V | 16⅔ Hz                                    |                                                           | • système standard depuis 1912 jusqu'en 1995 en Allemagne, Autriche et Suisse, fréquence toujours en vigueur en Norvège, Suède |
| 15 000 V | 16,7 Hz                                   |                                                           | • système standard depuis 1995 en Allemagne, Autriche et Suisse |
| 20 000 V | 50 Hz                                     |                                                           | • Ligne du Höllental (Allemagne), de 1933 à 1960 • Ligne de Savoie, Aix-les-Bains-La Roche-sur-Foron (France), de 1950 à 1953 • Japon |
| 20 000 V | 60 Hz                                     |                                                           | • Japon |
| 25 000 V | 50 Hz                                     |                                                           | • Afrique du Sud, Allemagne, Algérie (banlieue d'Alger), Belgique, Slovaquie, ex-Union soviétique, Hongrie, Roumanie, Bulgarie, France (62 % du réseau électrifié), Grande-Bretagne, Grèce, Maroc (ligne TGV), Turquie, Sardaigne, Danemark, Australie (Queensland et Australie occidentale), Chine, République tchèque, Inde, Iran, Italie (Que les lignes à grande vitesse), Malaisie (KTM Komuter Service), Corée du Sud, Portugal, Serbie et Montenegro, Slovaquie, Tunisie (Sousse-Monastir + banlieue de Tunis), Croatie, Espagne (nouvelles installations), Finlande, Nouvelle-Zélande, projet de ligne Botswana - Namibie, Rübelandbahn Harz (Allemagne), Luxembourg, Tunnel sous la Manche                                         |
| 25 000 V | 60 Hz                                     |                                                           | • Amtrak NEC (New Haven (Connecticut) à Boston (Massachusetts)), New Jersey Transit (dernières lignes), États-Unis, Tokaido-Sanyo Shinkansen, Japon, Corée du Sud, Montréal (Ligne de Deux-Montagnes seulement, 1995-2020) |
| 50 000 V | 50 Hz                                     |                                                           | • Ligne minière Sishen–Saldanha (Afrique du Sud) |
| 50 000 V | 60 Hz                                     |                                                           | • Ligne charbonnière du lac Powell (Arizona, États-Unis), 1973 jusqu'à 2019 |

## Caténaire et3erailde type spécial

### CC, deux fils caténaires
- Chemin de fer de la Mure (France) (de 1904 à 1950 en ± 1 200 V)
- Anciens tramways de Cincinnati (Ohio)

### CC,3eet4erails
- Métro de Londres
- Métro de Milan (seulement ligne 1)

### Courant alternatif triphasé, trois fils caténaires
- Voie d'essai Berlin-Lichtenhain, 1,8 km, 1898-1901
- Voie d'essai Zossen-Marienfelde, 23,4 km, 1901-1904
- Rack Railway Tagebau Gruhlwerk, 0,7 km, 1927-1949